# Erin Brockovich (persoon)

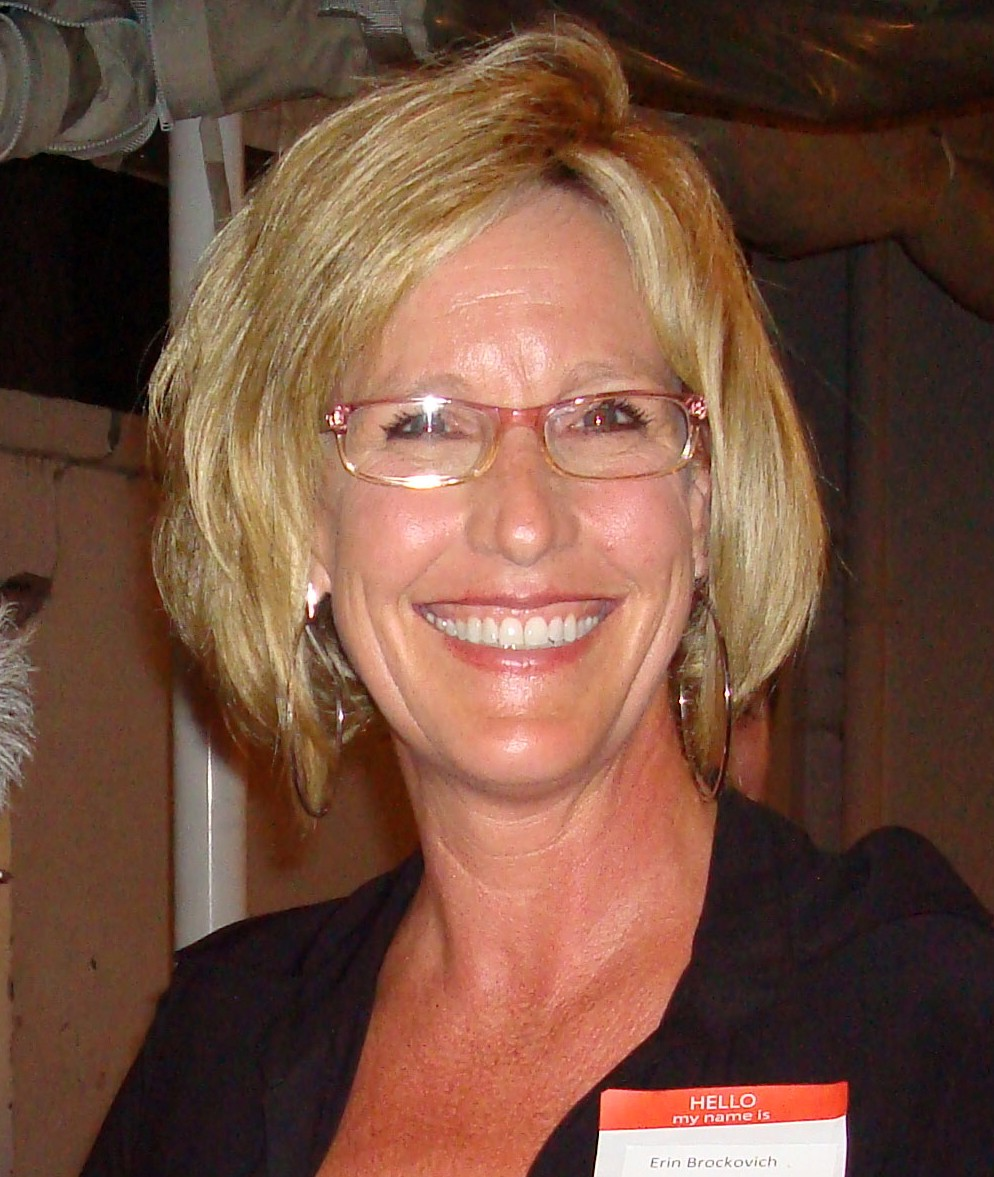
Erin Brockovich

Erin Brockovich, geboren als Erin L.E. Pattee (Lawrence, Kansas, 22 juni 1960), is een Amerikaanse die met succes een rechtszaak in gang zette tegen een groot nutsbedrijf.

## Levensloop
Brockovich studeerde aan de Kansas State University in Manhattan, Kansas. In 1981 begon ze als managementstagiaire bij Kmart, een warenhuisketen in de Verenigde Staten, maar al snel ging ze meedoen aan schoonheidswedstrijden. Nadat ze tot Miss Pacific Coast gekozen was, gaf ze dat leven op.
Na een aantal andere banen begon ze als juridisch secretaresse op een advocatenkantoor. Een van de advocaten die daar werkte had haar eerder bijgestaan in een proces tegen de veroorzaker van een ernstig auto-ongeluk waar ze bij betrokken was geweest. Daar ontdekte ze in een dossier informatie die uiteindelijk leidde tot het winnen van een rechtszaak tegen de Pacific Gas and Electric Company (PG&E) in Californië in 1993. Dit bedrijf had het drinkwater besmet met de chemische stof hexavalent chroom, kortweg chroom-6, dat uiterst giftig en kankerverwekkend is, waardoor een groot aantal mensen gezondheidsklachten kreeg.
De fabriek werd veroordeeld tot een schadevergoeding van 333 miljoen dollar.
Dit laatste verhaal is het onderwerp van de bioscoopfilm Erin Brockovich, gespeeld door Julia Roberts. Brockovich zelf speelde hierin een klein rolletje als de serveerster Julia.